# Rafał Wieruszewski
Rafał Wieruszewski, född den 24 februari 1981 i Środa Wielkopolska, är en polsk friidrottare som tävlar i kortdistanslöpning.
Wieruszewski var i final vid junior-VM 2000 på 400 meter och slutade åtta. Vid universiaden 2003 blev han trea på 400 meter. 
Under 2006 blev han silvermedaljör vid inomhus-VM i stafetten över 4 x 400 meter. Utomhus blev han sjua vid EM i Göteborg på 400 meter på tiden 45,97. Vid samma mästerskap blev han även bronsmedaljör i stafetten över 4 x 400 meter. 
Han deltog även vid VM 2007 men blev då utslagen redan i försöken på 400 meter. 

## Personligt rekord
- 400 meter - 45,56